# Fuquan (köping i Kina)
Fuquan (kinesiska: 福全, 福全镇) är en köping i Kina. Den ligger i provinsen Zhejiang, i den östra delen av landet, omkring 43 kilometer sydost om provinshuvudstaden Hangzhou. Antalet invånare är 56346. Befolkningen består av 27 288 kvinnor och 29 058 män. Barn under 15 år utgör 13,0 %, vuxna 15-64 år 78 %, och äldre över 65 år 8,0 %.
Genomsnittlig årsnederbörd är 2 022 millimeter. Den regnigaste månaden är juni, med i genomsnitt 356 mm nederbörd, och den torraste är januari, med 72 mm nederbörd.